# Varneville-Bretteville
 Varneville-Bretteville  es una población y comuna francesa, en la región de Alta Normandía, departamento de Sena Marítimo, en el distrito de Dieppe y cantón de Tôtes.

## Demografía
| 283 | 267 | 236 | 254 | 289 | 292 |
| Para los censos de 1962 a 1999 la población legal corresponde a la población sin duplicidades (Fuente: INSEE [Consultar]) |     |     |     |     |     |